# I’ll Wake You When Spring Awakes
I’ll Wake You...When Spring Awakes – pierwszy EP grupy Deadlock, wydany w 2000 roku przez Winter Recordings.

## Lista utworów
1. „In Fear Of Closing The Eyes” – 2:21
2. „Fire” – 2:19
3. „The Circumstance Of Recognizing You Are Wrong” – 3:13
4. „Citocran” – 1:10
5. „Find Your Own Light” – 4:08
6. „To Be In Love” – 2:28
7. „A Song Full Of Abhorrence In A World Witohut Feelings...” – 4:05